# Aristid (pisac)
Aristid, grčki pisac iz u 2. stoljeća pr. Kr. Napisao jezbirku erotskih pripovijetki Miletske priče, nazvanu po mjestu Miletu u kome se radnja događa. Kornelije Sizena preveo je njegove priče na latinski.